# Clase Brummer
La Clase Brummer fueron dos cruceros-minadores construidos para la Kaiserliche Marine durante la Primera Guerra Mundial. 

## Génesis del proyecto
Cuando se inició la contienda mundial, Alemania solo poseía dos viejos cruceros minadores de la clase Nautilus, los Albatros y Nautilus. Aunque muchos cruceros alemanes fueron equipados para tareas de minado, existía la necesidad de buques especializados. La Armada Imperial rusa había ordenado un equipo de turbinas para el crucero de batalla de la clase Borodino Navarin a AG Vulcan. Esta maquinaria, fue confiscada al inicio de la contienda y utilizada en los cruceros minadores de la clase Brummer', bautizados con los nombres de Brummer y Bremse Ambos buques, fueron construidos en AG Vulcan Stettin.

## Historial de servicio

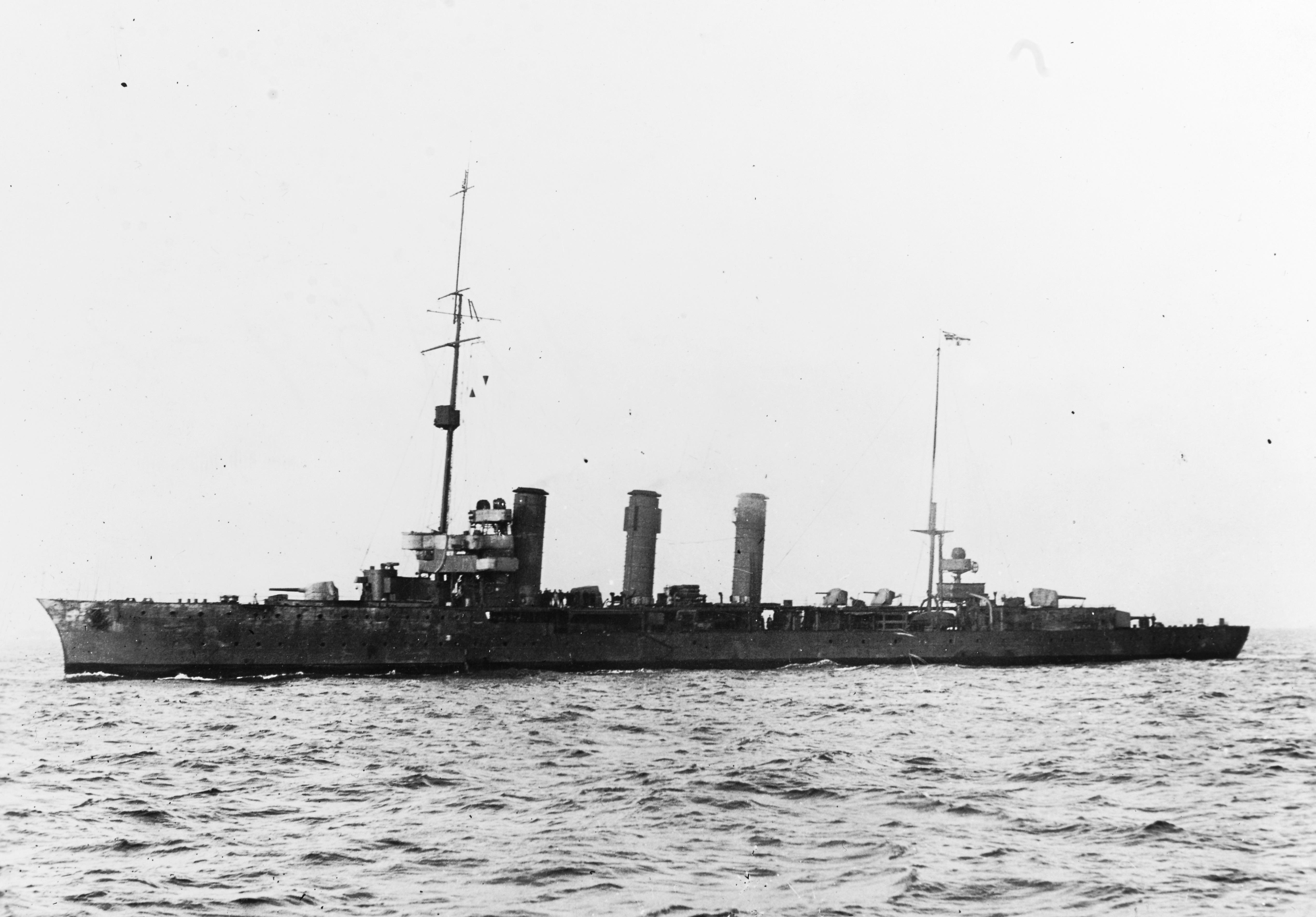
Uno de los cruceros de la clase Brummer, probablemente en camino a Scapa Flow.

Los buques, sirvieron con la Flota de Alta Mar (con los II y IV Grupos de exploración) y realizaron varias salidas para realizar misiones de minado. El 17 de octubre de 1917 los dos buques atacaron un convoy británico que navegaba entre Bergen y las islas Shetland en el que los alemanes, hundieron los destructores HMS Strongbow y HMS Mary Rose así como nueve de los doce buques mercantes que componían el convoy. Los dos buques, fueron internados en Scapa Flow al final de la contienda, donde fueron echados a pique junto con la Flota de Alta Mar el 21 de junio de 1919. El Brummer se hundió a las 13:05; y nunca fue reflotado, y permanece aún en el fondo de Scapa Flow. El Bremse se hundió a la 14:30 y fue reflotado el 27 de noviembre de 1929 y fue desguazado entre 1932–1933 en Lyness

## Buques de la clase
| Buque       | Puesta en grada | Botado                  | Completado         | Destino                                                                     |
| ----------- | --------------- | ----------------------- | ------------------ | --------------------------------------------------------------------------- |
| SMS Brummer | 1915            | 11 de diciembre de 1915 | 2 de abril de 1916 | Echado a pique en Scapa Flow el 21 de junio de 1919                         |
| SMS Bremse  | 1915            | 11 de marzo de 1916     | 1 de julio de 1916 | Echado a pique en Scapa Flow el 21 de junio de 1919; Reflotado y desguazado |